# Kielce
Kielce [kjelce] je město ve středním Polsku, od roku 1999 je hlavním městem Svatokřížského vojvodství, předtím bylo hlavním městem Kieleckého vojvodství (1919–1939, 1945–1998). Žije zde přibližně 187 tisíc obyvatel. Kielce se nacházejí ve střední oblasti Svatokřížských hor, na březích říčky Silnica. V dřívějších dobách šlo o významné centrum těžby vápence a kovových rud, v současnosti jsou Kielce významným kulturním a obchodním centrem.

## Dějiny
První zmínky o osadě jsou z roku 1081. Roku 1171 zde vznikla kapitula, v následujícím století bylo místo tak jako mnohá další zničeno nájezdem Tatarů. Městská práva byla Kielcům udělena roku 1364. Město nejvíce prosperovalo v období renesance, jednak díky obchodu, jednak díky místním nalezištím kovů. Během třicetileté války však bylo město zničeno, což dokonala švédská vojska roku 1655. Po dělení Polska připadly Kielce zprvu Rakousku, od roku 1815 pak byly součástí carského Ruska. Díky Stanislavu Staszicovi zde r. 1816 vznikla první vyšší technická škola v Polsku a město se rozvíjelo. Přesto však přišlo roku 1848 o status sídla gubernie a železnice sem však dorazila od Dęblina a Moskvy teprve roku 1885. Po první světové válce a obnovení Polska byly opět sídlem jednoho z vojvodství. Druhá světová válka přinesla německou okupaci a masakr místní židovské komunity, jež tvořila téměř třetinu obyvatelstva. Konec války však neznamenal konec utrpení: 4. července 1946 proběhl kielecký pogrom, kdy bylo z iniciativy prozatímní polské národní rady zmasakrováno 37 židů.

## Pamětihodnosti

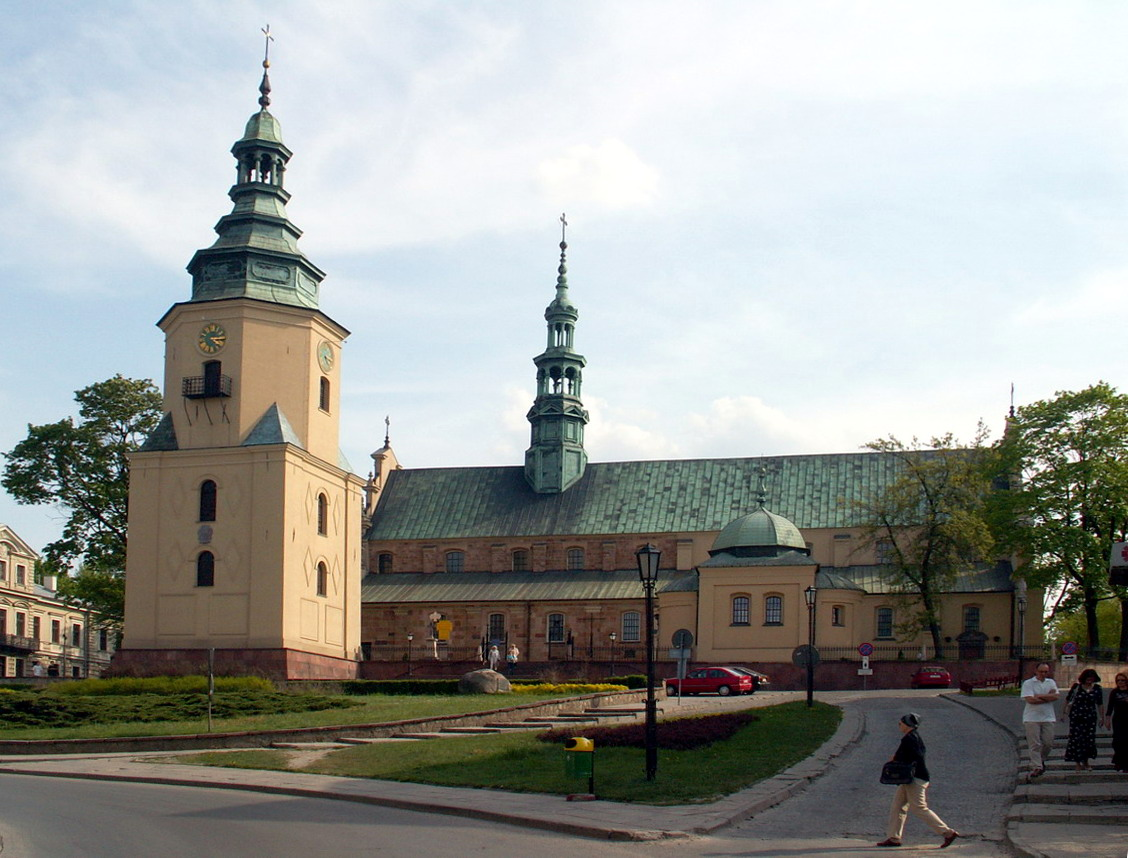
Chrám Nanebevzetí Panny Marie

- Palác krakovských biskupů (1637–1641), dnes sídlo muzea
- Katedrální bazilika Nanebevzetí Panny Marie (12. století, přestavěna v letech 1632–1635 a později v 19. století)
- barokní kostel Svaté Trojice (1640–1644)
- romantický zámeček Tomasze Zielińského (1846–1858)
- staré městské tržiště (18. století)
- muzeum Stefana Żeromského, který zde navštěvoval gymnázium
- Kielecká synagoga
- pět geologických přírodních rezervací v prostoru města
- Rezervace Kadzielnia (bývalý lom, kde se natáčely některé východoněmecké westerny)
- Svatokřížské hory

## Vzdělávání
- Politechnika Świętokrzyska (Svatokřížská polytechnika)
- Akademia Świętokrzyska (Svatokřížská akademie)
- Swietokrzyska Szkola Wyzsza
- Wszechnica Swietokrzyska
- Wyzsza Szkola Administracji Publicznej
- Wyzsza Szkola Ekonomii i Prawa im. prof. Edwarda Lipinskiego
- Wyzsza Szkola Handlowa im. Boleslawa Markowskiego
- Wyzsza Szkola Umiejetnosci
- Wyzsza Szkola Technik Komputerowych i Telekomunikacji
- Wyzsza Szkola Zarzadzania Gospodarka Regionalna i Turystyka
- Wyzsza Szkola Telekomunikacji i Informatyki

## Doprava

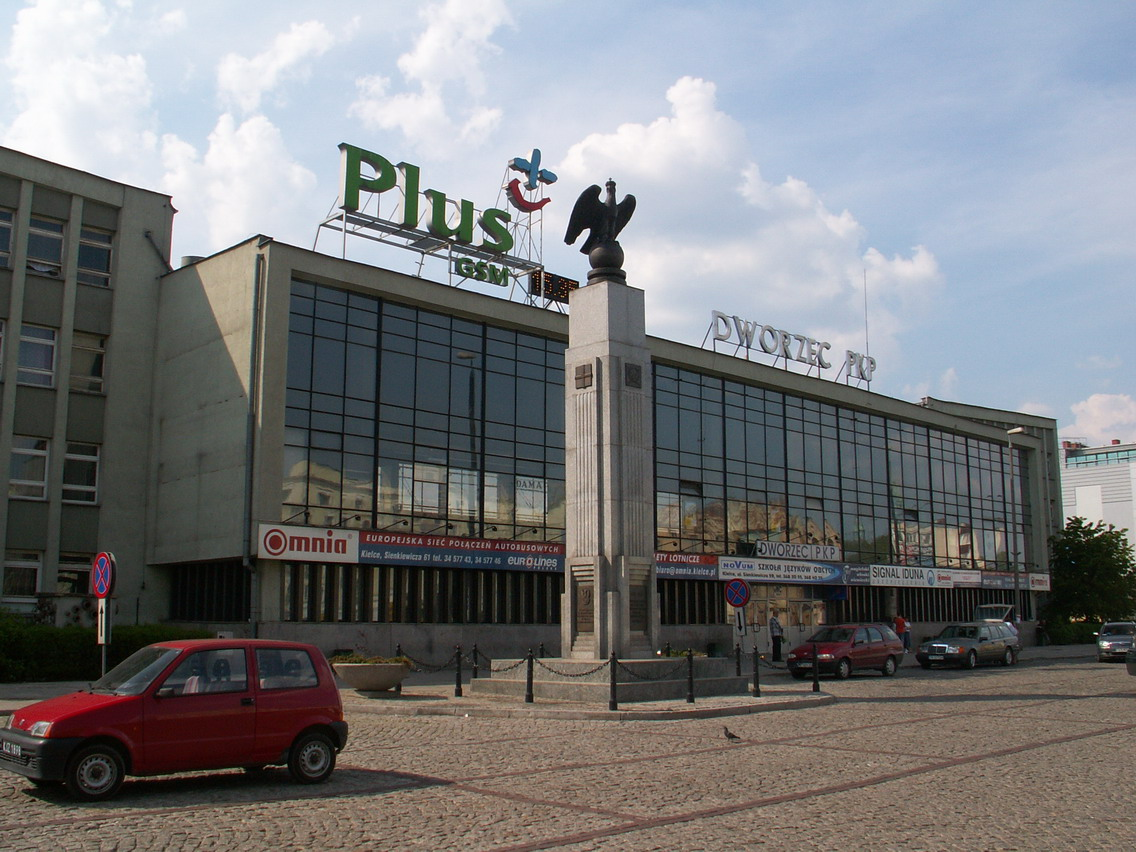
Současná podoba nádraží (původní budova byla zničena nacisty v roce 1939. V popředí památník Nezávislosti.

Kielce leží na mezinárodní silnici Gdańsk – Varšava – Krakov – Slovensko. Železniční doprava prošla na přelomu tisíciletí útlumem a po výstavbě Centrální magistrály tudy přestaly jezdit expresy Krakov – Varšava. Přesto mají Kielce solidní spojení s těmito dvěma metropolemi a s Katovicemi, Čenstochovou a Lublinem. Nejbližší dopravní letiště je v Krakově.
MHD zajišťují autobusy. Již od meziválečné doby Kielce zamýšlejí zřídit tramvajovou síť; okolo roku 2000 byly plány oživeny, začátek prací je však z důvodů nezajištěného financování neustále odkládán.

## Osobnosti
- Marcin Patrzałek, kytarista
- Czesław Bieżanko, entomolog
- Gustaw Herling-Grudziński, spisovatel
- Wojtek Krakowiak, fotbalista
- Stanisław Staszic, učenec a politik
- Fjodor Ščerbatskoj, ruský orientalista
- Stefan Żeromski, spisovatel